# Jabal Mimdūk
Jabal Mimdūk är ett berg i Förenade Arabemiraten.   Det ligger i emiratet Fujairah, i den nordöstra delen av landet, 200 kilometer öster om huvudstaden Abu Dhabi. Toppen på Jabal Mimdūk är 798 meter över havet, eller 147 meter över den omgivande terrängen. Bredden vid basen är 1,2 km.
Terrängen runt Jabal Mimdūk är huvudsakligen kuperad. Närmaste större samhälle är Fujairah, 15,9 kilometer öster om Jabal Mimdūk.
Trakten runt Jabal Mimdūk är ofruktbar med lite eller ingen växtlighet.  Trakten runt Jabal Mimdūk är ganska tätbefolkad, med 52 invånare per kvadratkilometer.